# Chance
 (août 2022).
- Si vous ne connaissez pas le sujet, laissez ce bandeau (vous pouvez alors contacter les auteurs).
- Si vous supprimez le contenu mis en cause (vous pouvez préalablement contacter les auteurs),

argumentez précisément cette suppression dans la page de discussion
(un manque de référence n'est pas un argument ; une recherche réelle de référence doit avoir été effectuée, être formellement documentée).
Pour les articles homonymes, voir Chance (homonymie).
 (avril 2009).
Si vous disposez d'ouvrages ou d'articles de référence ou si vous connaissez des sites web de qualité traitant du thème abordé ici, merci de compléter l'article en donnant les références utiles à sa vérifiabilité et en les liant à la section « Notes et références ».

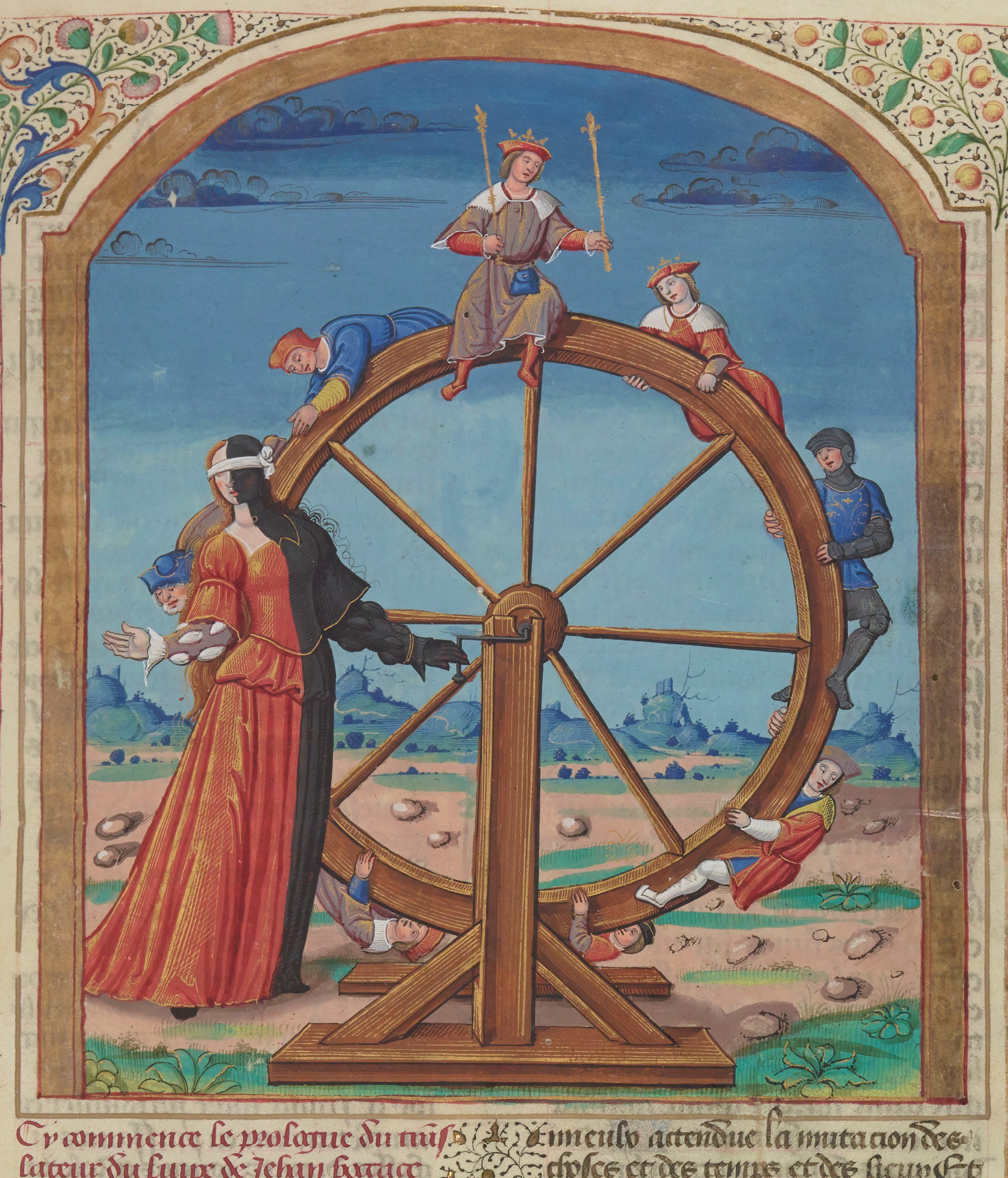
Fortune, aveuglée et double (bonne fortune et mauvaise fortune, symbolisées par son côté normal et son côté sombre), tourne sa roue sans tenir compte de la condition sociale de ceux à qui elle baille chance ou malchance pour un temps.
(Enluminure d'Étienne Colaud dans une édition française datant de 1530 du Cas des nobles hommes et femmes de Boccace).

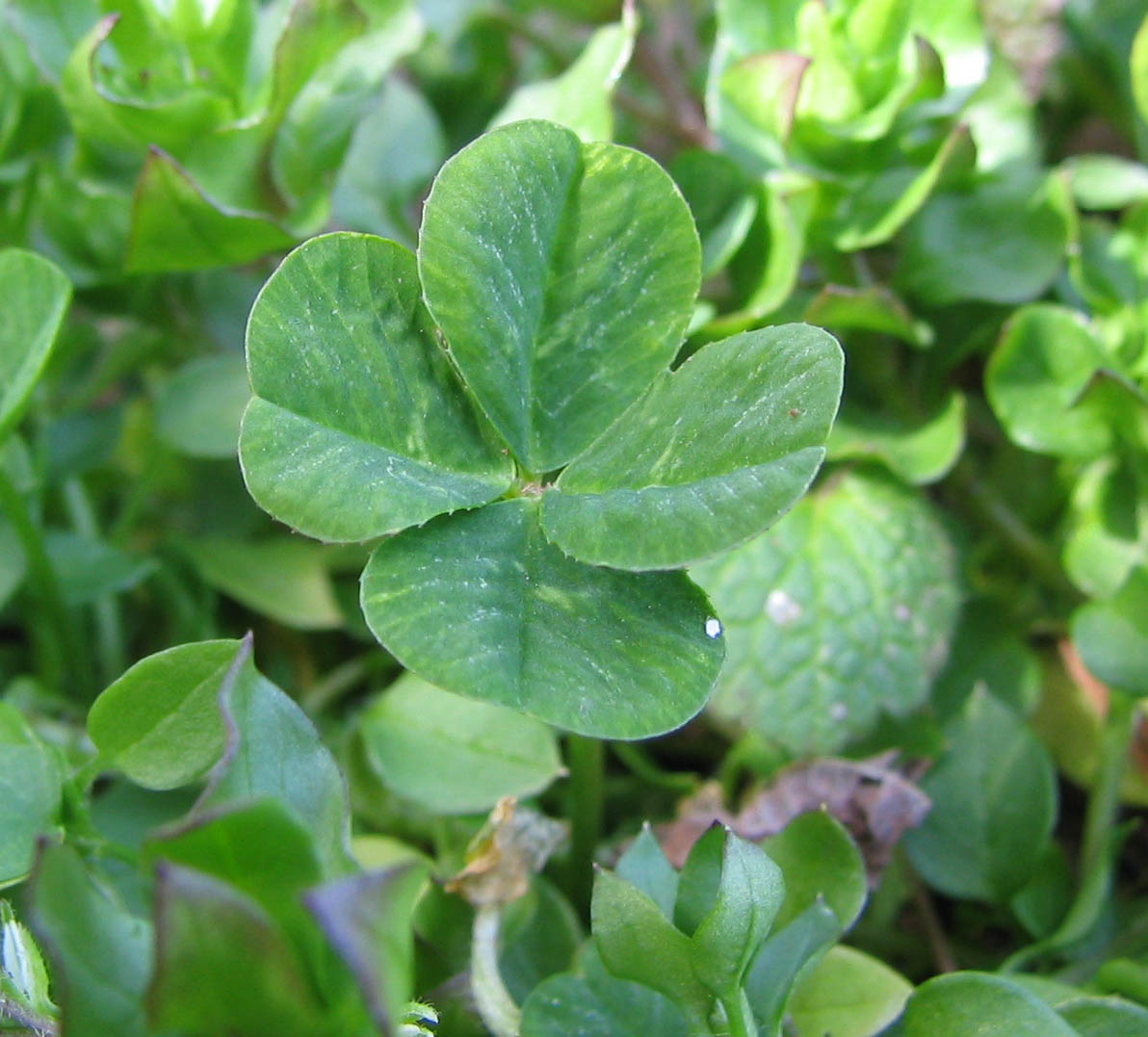
Un trèfle à quatre feuilles est souvent vu comme porte-bonheur.

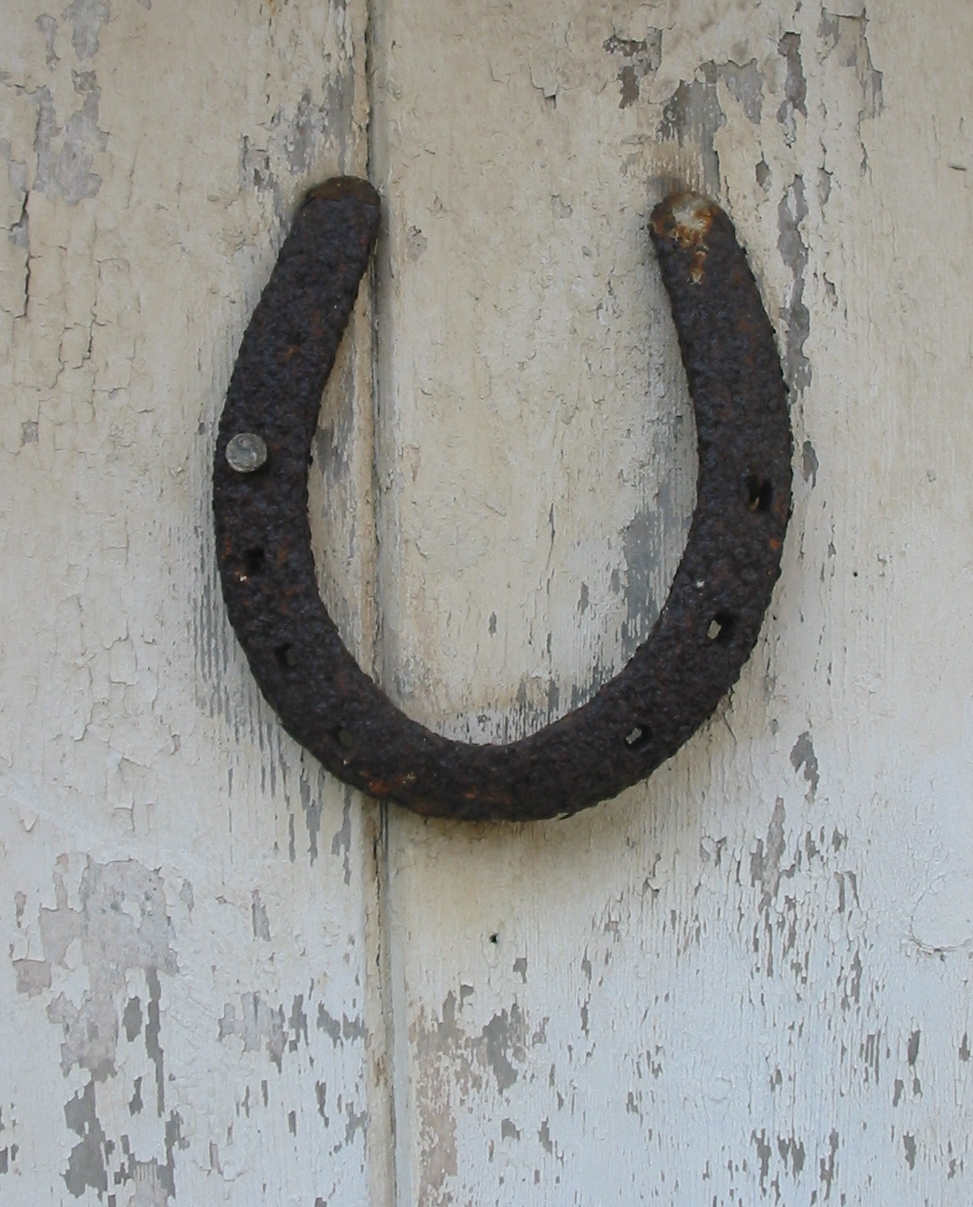
Un fer à cheval est un signe censé porter chance.

La chance ou fortune est un concept qui exprime la réalisation d'un événement, positif, améliorant une situation humaine, ou même par extension toute entité vivante, sans nécessairement qu'il y ait un lien de cause à effet entre le désir et sa réalisation, positive.
La chance relève de l'amélioration d'une situation sans lien causal avec les actions de l'individu, sans action maîtrisée sur le résultat positif atteint. L’étymologie latine du mot et son usage ne peuvent s'appliquer que si l’événement et le résultat sont "tombés" sur un individu en améliorant notablement sa situation. Tout autre explication sémantique, relève plutôt de l'interprétation intellectuelle, managériale, de tendance de mode ou encore de propos de « gourou » à la mode.
Vu sous cet angle, il s'agit d'une superstition si la personne se croit visée par les événements positifs.

## Hors de tout contrôle
La chance existe en dehors de tout contrôle qu'une personne peut exercer sur un événement et sur son résultat. Il faut néanmoins un individu pour la qualifier de chance et en faire une lecture positive, autrement cela n'est qu'un événement sans aucun sens, pour personne.
Si un individu se sent visé par l'événement, on peut alors considérer que la chance existe de façon « magique ». Certains croient qu'une personne a de la chance, la cultive ou la « provoque ». La chance peut donc être qualifiée de manière irrationnelle : 
1. constitutionnelle : la chance comme propriété intrinsèque. Un endroit de naissance et une constitution génétique en sont des exemples typiques.
2. circonstancielle : la chance apparaît selon les circonstances. Les accidents et les épidémies en sont les manifestations les plus connues.
3. cultivée : la chance est le fruit d'une activité intentionnelle. Les exemples les plus frappants sont liés à la sagesse acquise après coup.

Certaines personnes ne croient pas au hasard ou au déterminisme. Dès lors, il leur faut trouver une autre raison pour exprimer la réalisation d'un événement hors de leur contrôle. C'est justement la chance qui sert de raison.

## Jugement fallacieux
Un rationaliste approche la chance comme l'application de la théorie des probabilités, tout en refusant toutes croyances non scientifiques. Il estime que la chance est une croyance qui naît de raisonnements fallacieux. Le « croyant » voit A survenir, suivi de B. Même si les deux événements n'ont pas de liens causals, il y détecte un lien de cause à effet.
Le cas le plus célèbre de ce type de situation s'est déroulé aux Pays-Bas. À une certaine époque, le nombre de cigognes dans les villages variait de la même façon que le nombre d'enfants. Certaines personnes prétendaient que les cigognes apportaient les enfants, c'est-à-dire qu'elles étaient la cause de ces naissances. Aujourd'hui, nous savons que le toit plat de ces maisons favorisent la sécurité des cigognes. Également, les familles chauffaient plus régulièrement la maison lorsqu'un nouveau-né était présent et les cigognes nichent près des cheminées chaudes. Il s'agit d'événements corrélés, mais pas causals.
Si une personne marche près d'un immeuble briquelé et qu'elle reçoit une brique, il est possible de déterminer les causes physiques qui ont mené à la chute : joints mal faits, immeuble vieillissant, etc. La chute n'est donc plus une fonction des « paramètres » de la personne. Vu de cette façon, toute personne qui marche près de cet immeuble a une chance égale à toute autre de recevoir une brique.
Toujours selon cette approche, la chance est une façon d'exprimer une suite d'événements, bons ou mauvais, survenant sur une longue période de temps. Souhaiter « bonne chance » à quelqu'un n'allongera pas cette période, ce n'est qu'exprimer son désir qu'elle soit plus longue.
Le biais d'optimisme conduit à surestimer ses chances de succès.

## En tant qu'essence
Il existe aussi toute une panoplie de croyances spirituelles ou surnaturelles envers la chance. Les croyances sont très variées, comme en Amérique du sud où les gens se font aider par des prêtres, lors de rituels, etc. où des personnes possédant des « dons, croyant aux anges ». Elles affirment qu'il est possible d'augmenter leur chance en évitant certaines situations[réf. nécessaire].

## Placebo
Certains encouragent la croyance dans la chance comme étant irrationnelle, mais cela peut favoriser la pensée positive et ainsi améliorer les réponses d'une personne face à une maladie, par exemple. D'autres, tels Jean-Paul Sartre et Sigmund Freud, croient que la chance a plus à voir avec un système de contrôle des événements. Selon cette approche, quelqu'un qui affirme qu'il est malchanceux agit probablement de façon à se mettre dans des situations destructrices. De l'autre côté, les personnes qui se croient chanceuses récoltent peut-être le fruit de leurs choix de vie : recherche du bonheur et vie sociale entretenue, deux activités qui sont probablement des facteurs de protection contre le stress.
Si des personnes vivent des événements « chanceux » et « malchanceux » de façon aléatoire, ceux qui croient en leur chance y verront un bon ou un mauvais augure. Attitude probablement auto-renforcée, elle favorise leur adaptation à l'environnement.

## Aspects sociaux

### Jeux
Le philosophe Nicholas Rescher a suggéré que la chance du résultat d'une personne dans une situation d'incertitude est mesurée par la différence entre le résultat de cette partie et le résultat attendu : λ = Y - E,. Ainsi, la compétence augmente l'espérance et diminue la chance. La mesure dans laquelle différents jeux dépendront de la chance plutôt que de l'habileté ou de l'effort varie considérablement. Par exemple, il n'y a pas de facteurs aléatoires dans les Échecs (autres que la détermination du joueur qui joue en premier), alors que le résultat d'une partie de Snakes and Ladders est entièrement basé sur des lancers de dés aléatoires. Dans le secteur des jeux de hasard, les superstitions censées accroître la chance ne peuvent être utiles que si un élément d'habileté est impliqué. Il est possible que les gens améliorent leurs performances au poker si la superstition augmente leur niveau de confiance.

### Loteries
L'une des caractéristiques de la loterie est que les gagnants sont choisis de manière purement aléatoire. Le marketing et d'autres discussions sur les loteries mentionnent souvent la chance, mais tendent à sous-estimer les chances réelles de gagner, qui sont généralement d'un million contre un,.

### La numérologie
Dans la plupart des cultures, certains nombres sont considérés comme chanceux ou malchanceux. Il semble que cela soit particulièrement vrai dans les cultures asiatiques où l'on cherche activement à obtenir des numéros de téléphone "chanceux", des numéros de voituresignes et des adresses de maison, parfois à grands coûts pécuniaires. La numérologie en ce qui concerne la chance est plus proche de l'art que de la science, mais les numérologues, les astrologues ou les médiums peuvent ne pas être d'accord.

## Symbolique
De nombreux objets ou phénomènes sont associés à la chance, que ce soit par un aspect porte-bonheur pour la personne qui les possède, ou comme annonciateurs d'un événement heureux.
- Le trèfle à quatre feuilles porte chance à la personne qui le trouve
- Le fer à cheval
- L'arc-en-ciel